# Copper Beach Tree
La   Copper Beach Tree   est un arbre historique protégé situé à Goderich, en Ontario.  Cet hêtre commun est désigné en vertu de la partie IV de la Loi sur le patrimoine de l'Ontario depuis 2014 .
L’arbre a été replanté ici de Saltford Heights en 1896. Selon la désignation de la ville  « cet arbre symbolise les nombreux géants imposants qui couvraient autrefois la Huron Tract ». Les colons originaux de la région éliminent presque la totalité des arbres locaux pour satisfaire leur besoin de bois et des terres pour construire, par méconnaissance et par peur de la forêt. Les colons avaient une tâche monumentale en avant d’eux et devrait déboiser leurs terres avec peu d’outils; cet arbre est un rappel de leurs efforts. Par la fin du XIXe siècle, les attitudes commencent à  changer et les forêts ne sont plus qu’une ressource commerciale, digne de protection et d’appréciation . D’une hauteur de 21m, le diamètre du tronc de l’arbre est de 1.8m . Le hêtre est le dernier de son genre dans la communauté .